# Trogoderma teukton
Trogoderma teukton är en skalbaggsart som beskrevs av William James Beal 1956. Trogoderma teukton ingår i släktet Trogoderma och familjen ängrar. Inga underarter finns listade i Catalogue of Life.